# Antoaneta Kostadinova
Antoaneta Kostadinova, nata Boneva (in bulgaro Антоанета Николаева Бонева?; Tărgovište, 17 gennaio 1986), è una tiratrice a volo bulgara, vincitrice della medaglia d'argento nella pistola 10 metri aria compressa a Tokyo 2020 ed a Parigi 2024.
Nel 2008 venne trovata positiva alla cocaina ad un controllo antidoping dopo la tappa di Milano di Coppa del mondo, in seguito alla quale fu squalificata per due anni tornando alle competizioni nel 2010.

## Palmarès

### Giochi olimpici estivi
- 1 medaglia:
  - 2 argento (Pistola 10 metri aria compressa a Tokyo 2020, pistola 10 metri aria compressa a Parigi 2024).

### Europei di tiro
- 1 medaglia:
  - 1 argento (Pistola 25 metri aria compressa a squadre a Osijek 2021)
  - 1 bronzo (Pistola 10 metri a squadre a Győr 2024)